# Chaitaphis tenuicauda
Chaitaphis tenuicauda är en insektsart. Chaitaphis tenuicauda ingår i släktet Chaitaphis och familjen långrörsbladlöss. Inga underarter finns listade i Catalogue of Life.